# زوال الأنوثة
زوال الأنوثة هو مصطلح في علم الأحياء التطوري، لا سيما علم الحيوان، يشير إلى جانب من عملية التمايز الجنسي يتم بموجبها منع البنية أو الوظيفة أو السلوك الكامن الخاص بالإناث من التطور عن طريق إحدى عمليات تطور الذكور. وعلى الرغم من أن المصطلح قد يعني «إزالة» الخصائص الأنثوية، إلا أنه في جميع السياقات البيولوجية فإنه يشير إلى منع أحد جوانب التطور الأنثوي من الظهور.
وفي مجال علم أحياء الأجناس البشرية، فإن أفضل مثال معروف لهذا هو منع تطور مشتقات القناة المولرية عن طريق الهرمون المضاد لمولر (AMH) في الشهر الثالث والشهر الرابع من التطور الجنيني، على الرغم من أن المصطلح لا يُستخدم عادة في مناقشات التطور البشري.
وفي عدد من الثدييات غير البشرية، هناك أدلة على أن الهرمونات التي يتم إنتاجها بواسطة الخصيتين تعمل مباشرة على المخ لمنع تطور الخصائص الأنثوية، لا سيما السلوك الإنجابي لدى النساء.